# Wartturm (Hof)

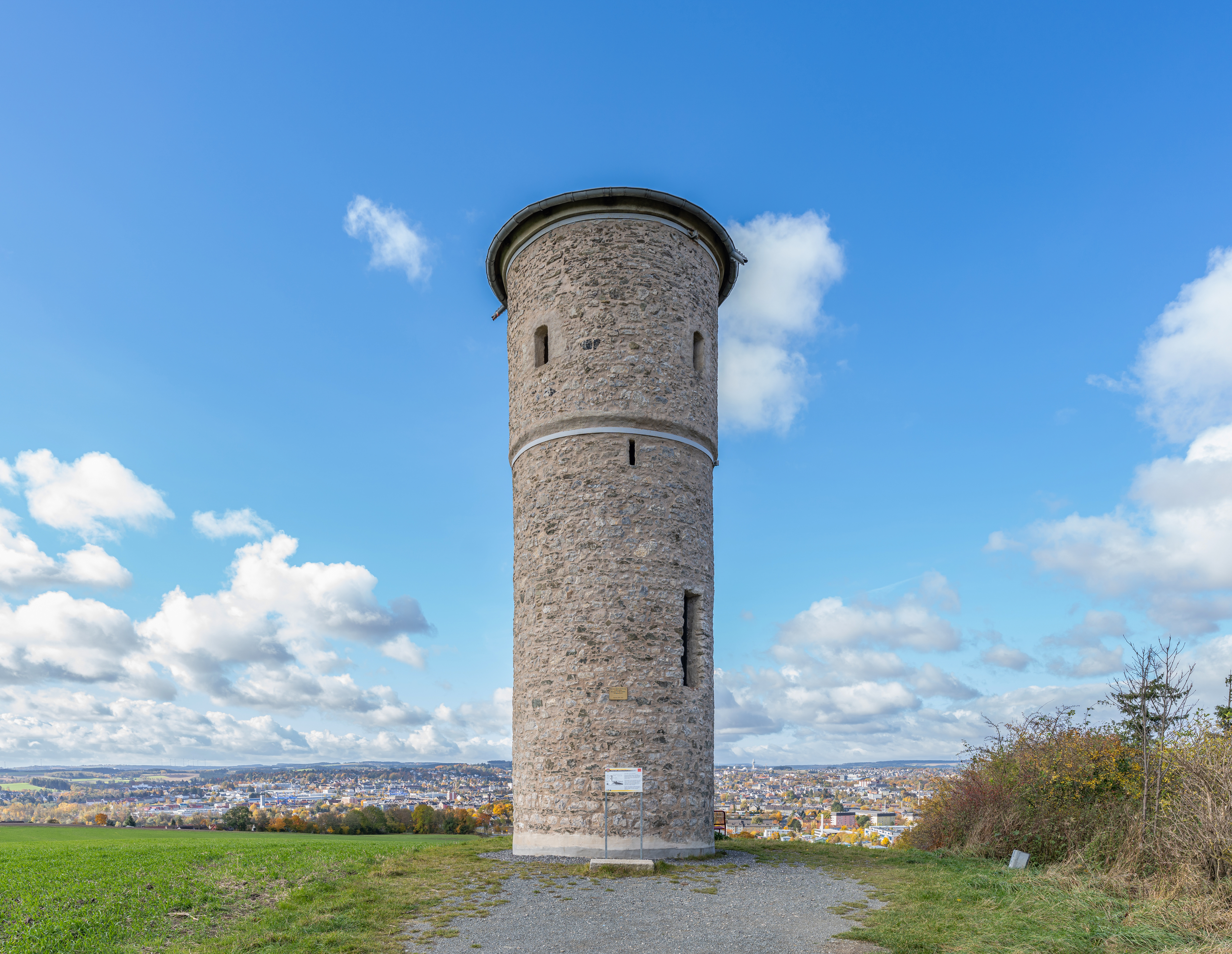
Wartturm im Jahr 2021

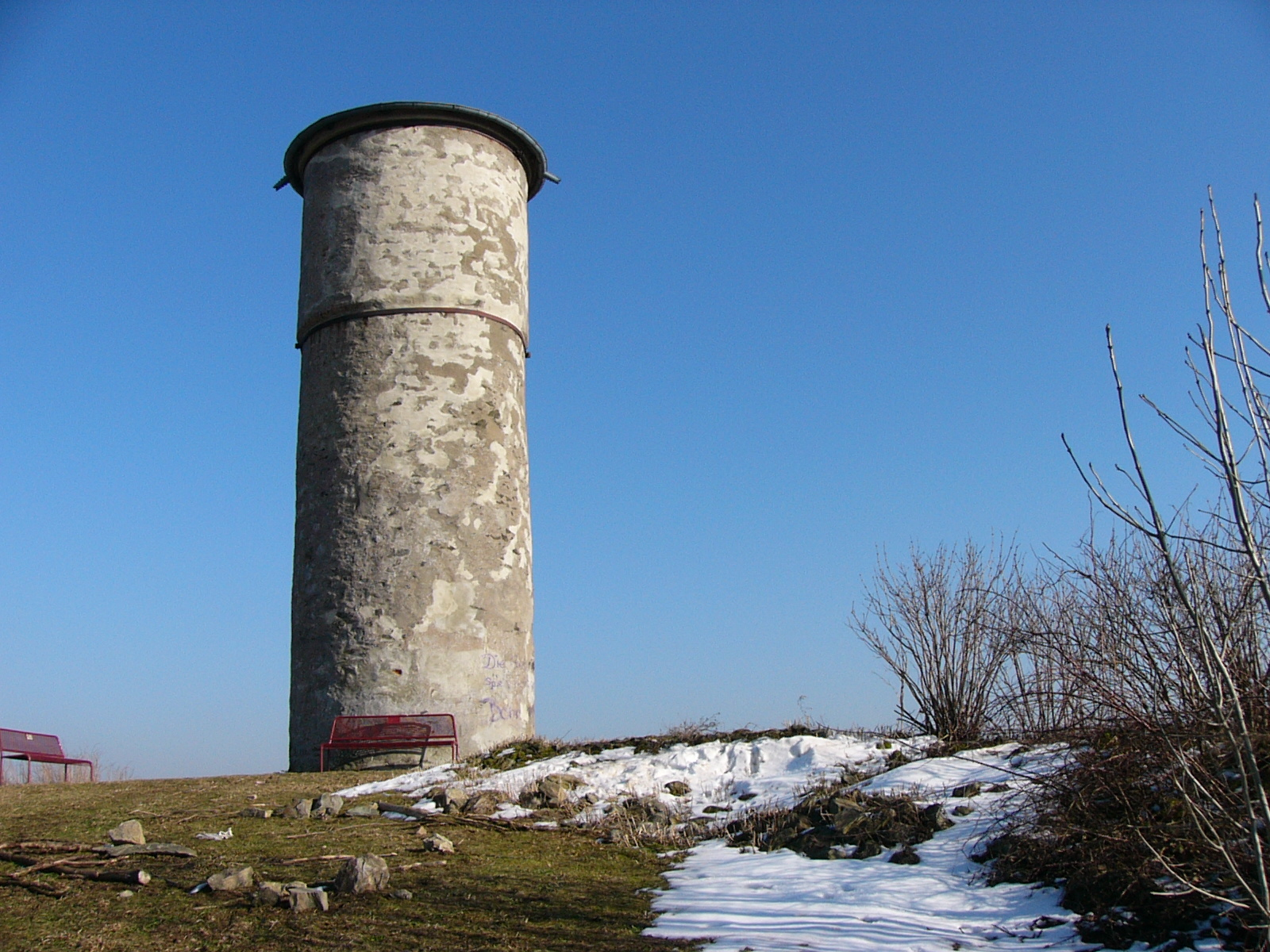
Wartturm vor der Sanierung (2011)

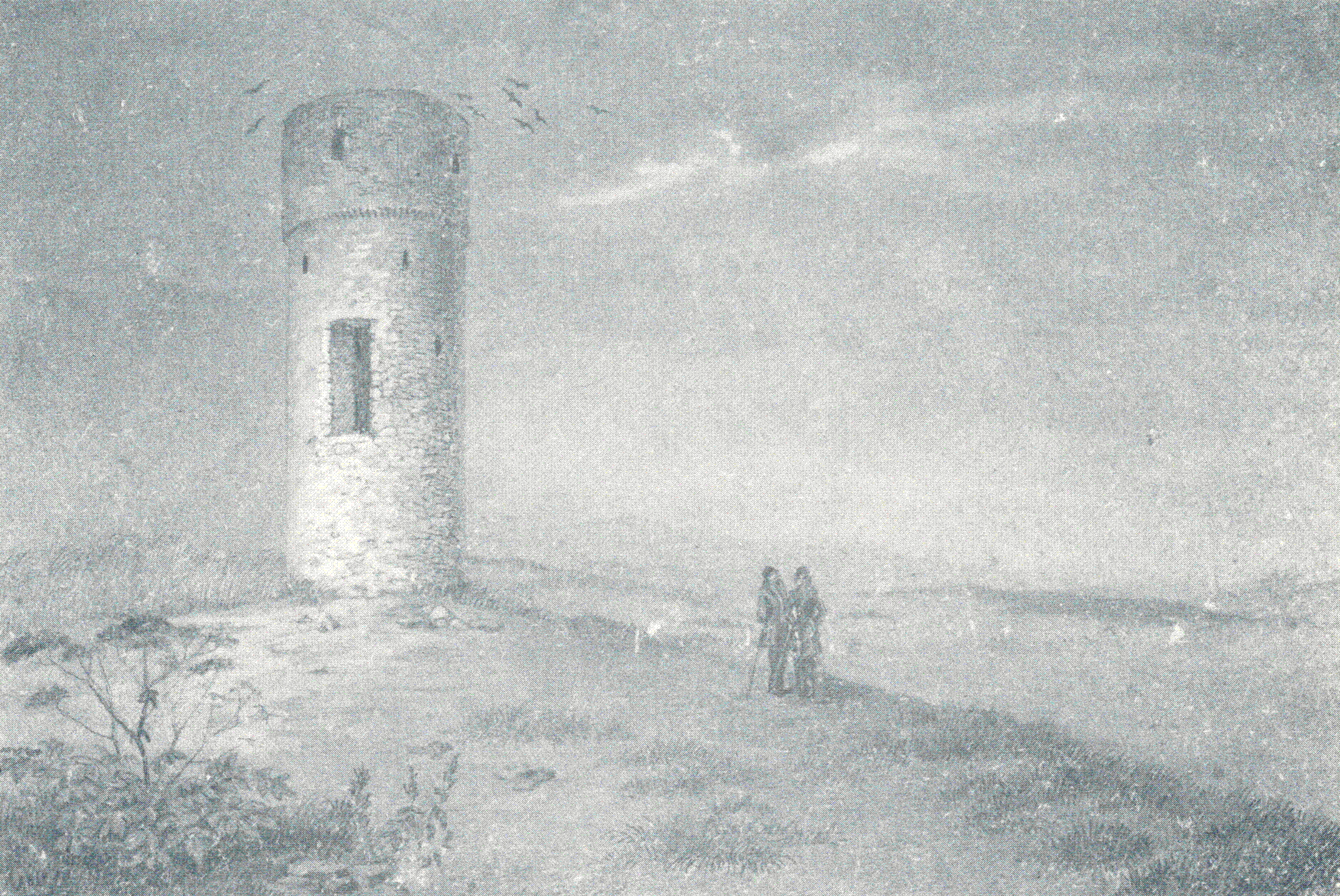
Hofer Wartturm auf einer Lithografie von Georg Könitzer (um 1850)

Der Wartturm östlich des Stadtzentrums von Hof wurde Ende des 15. Jahrhunderts als Teil eines spätmittelalterlichen Verteidigungssystems im Markgraftum Brandenburg-Kulmbach errichtet. Nur der Hofer Wartturm ist davon vollständig erhalten geblieben.

## Lage
Der Turm steht auf dem 570 m hohen Wartberg östlich des Stadtzentrums von Hof in Richtung der Stadtteile Leimitz und Jägersruh, und oberhalb des Stadtteils Wartturmviertel. Es besteht Sichtkontakt zu vielen Höhenzügen im ehemaligen Markgraftum Brandenburg-Kulmbach. Der Hofer Wartturm war 1498 der nördlichste Turm mit Sicht zu den Warten auf dem Weißenstein und dem Schneeberg. Auch die Hofer Innenstadt mit der Marienkirche, der Michaeliskirche dem Rathaus und den Hauptbahnhof sind zu sehen.

## Beschreibung

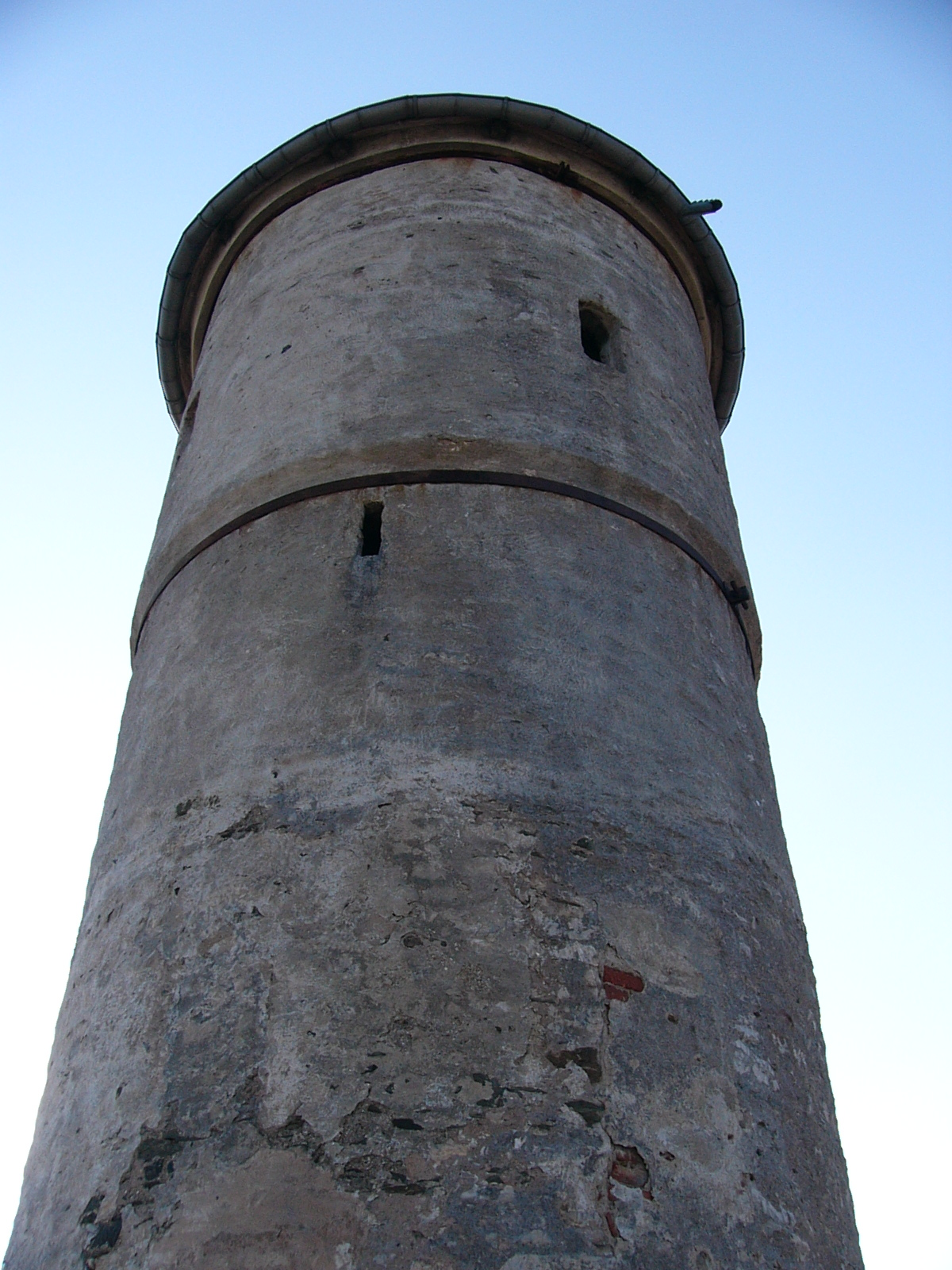
Die drei Beobachtungsschlitze des Turms

Der runde Wartturm mit einer Höhe von 9,25 m ist aus Bruchsteinen gemauert und weiß verputzt. Er ist nicht frei zugänglich. Im oberen Bereich befinden sich drei Beobachtungsschlitze.

## Geschichte
Markgraf Friedrich erließ 1498 eine Wartordnung, um sein Markgraftum Kulmbach zu schützen. Das Beobachtungs- und Signalisierungssystem mit Wachposten in allen Teilen des Fürstentums diente der Vorwarnung bei Angriffen. Der Hofer Wartturm war Teil dieses Systems. Anlass der Wartordnung war die Guttenberger Fehde, die im Oktober 1501 dazu führte, dass Moritz von Guttenberg dreizehn Scheunen in der Hofer Altstadt in Brand steckte. Wahrscheinlich war der Turm zu diesem Zeitpunkt noch nicht fertiggestellt, denn er wurde in den Schilderungen der Chronisten nicht erwähnt. Im Schmalkaldischen Krieg im März 1547 konnte er nach Enoch Widmann nicht verhindern, dass feindliche Truppen kurzzeitig die Stadt besetzten und plünderten, bevor die Truppen des Hauptmanns Wolf von Wirsberg sie wieder vertrieben. Während der Belagerung von Hof 1553 im Zweiten Markgrafenkrieg brannten die Belagerer den Turm nieder. Daher wurde er im Dreißigjährigen Krieg nur als Ortsbezeichnung erwähnt.
Erst im Spanischen Erbfolgekrieg (1701–1714) wurde der Wartturm ebenso wie weitere wieder auf- und mehrere hochgelegene Burgruinen als Posten ausgebaut. Im Siebenjährigen Krieg (1756–1763) war er der Standort einer Feldwache. Während des Deutschen Krieges vertrieb im Juli 1866 ein Trupp preußischer Dragoner die überraschte bayerische Feldwache.
Der Turm wurde 1879 vom Verschönerungsverein Hof restauriert und 1921 der Stadt übergeben. In den Jahren 2012/2013 wurde er erneut saniert.